# Erromyzon
Erromyzon is een geslacht van straalvinnige vissen uit de familie van de steenkruipers (Balitoridae).

## Soorten
- Erromyzon compactus Kottelat, 2004
- Erromyzon sinensis (Chen, 1980)
- Erromyzon yangi Neely, Conway & Mayden, 2007